# Franciszek Bażyński

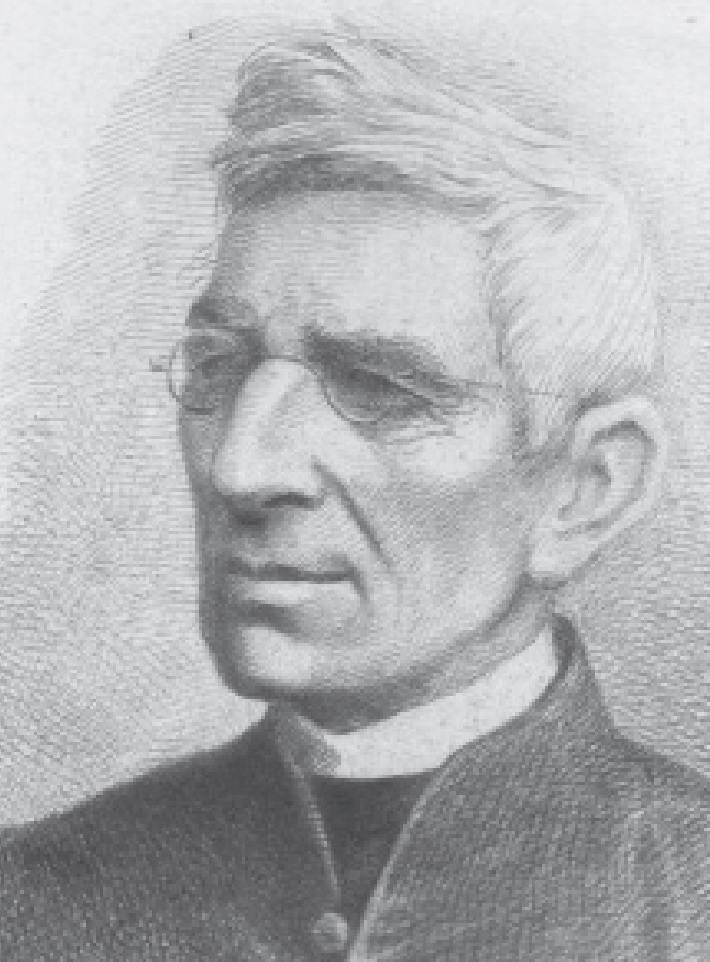
Franciszek Bażyński

Franciszek Bażyński (* 1. März 1801 in Posen; † 12. März 1876 in Posen) war ein katholischer Priester, aktiv in der polnischen Nationalbewegung und 1848 Mitglied der preußischen Nationalversammlung.

## Leben
Er besuchte das Gymnasium in Posen. Dort besuchte er auch ab 1821 das Priesterseminar und studierte Theologie in Breslau. Dort wurde er 1824 zum Priester geweiht. Er war kurze Zeit Kaplan in Posen und wurde dann Pfarrer in Ceradz Kościelny.
Er war früh in Gesellschaften der polnischen Nationalbewegung aktiv, weil er der Meinung war, dass sowohl der Katholizismus wie auch die polnische Identität in der preußischen Provinz Posen bedroht seien. Er hatte Kontakt zur polnischen Demokratischen Gesellschaft. Aufgrund seiner politischen Aktivitäten wurde er 1836 in Berlin verhaftet. Er wurde zu fünfzehn Jahren Gefängnis in Magdeburg verurteilt. Aufgrund einer Amnestie kam er nach vier Jahren 1840 wieder frei. Danach war er Pfarrer in Niepruszewo, Lwówek und ab 1849 in Posen. Dort wurde er auch Propst.
Während der Revolution von 1848/49 wurde er in die preußische Nationalversammlung gewählt. Er war von 1850 bis 1852 auch Mitglied der zweiten Kammer des preußischen Landtags. Er war auch in den folgenden Jahrzehnten in zahlreichen Organisationen aktiv. Insbesondere vertrieb er günstige, aber qualitativ hochwertige polnische Bücher. Die preußischen Behörden versuchten dies zu unterbinden und verhafteten ihn in den frühen 1870er Jahren zeitweise.